# Обрядовка
Обрядовка — деревня в Притобольном районе Курганской области России. Входит в состав Ялымского сельсовета.

## География
Деревня находится на юге Курганской области, в пределах юго-западной части Западно-Сибирской равнины, в лесостепной зоне, на расстоянии примерно 18 километров (по прямой) к юго-востоку от села Глядянского, административного центра района. Абсолютная высота — 160 метров над уровнем моря.

### Климат
Климат характеризуется как резко континентальный, с холодной продолжительной малоснежной зимой и тёплым сухим летом. Среднегодовая температура — 1,6 °C. Средняя температура воздуха самого холодного месяца (января) составляет −17,9 °C (абсолютный минимум — −47 °С); самого тёплого месяца (июля) — 19,3 °C (абсолютный максимум — 41 °С). Вегетационный период длится 168 дней. Годовое количество атмосферных осадков — 346 мм, из которых 263 мм выпадает в период с апреля по октябрь. Продолжительность периода с устойчивым снежным покровом равна 157 дням.

## Население
| 1989 | 2002 | 2010 |
| ---- | ---- | ---- |
| 233  | ↗255 | ↘188 |

### Гендерный состав
По данным Всероссийской переписи населения 2010 года в гендерной структуре населения мужчины составляли 51,6 %, женщины — соответственно 48,4 %.

### Национальный состав
Согласно результатам Всероссийской переписи населения 2002 года, в национальной структуре населения русские составляли 99 %.